# 徳運寺 (松本市)
徳運寺（とくうんじ）は、長野県松本市入山辺にある曹洞宗の寺院。山号は福田山。創建時の寺号は徳雲寺で臨済宗の寺院であった。本尊は十一面観音。

## 歴史
1331年（元弘元年）、山家（やまべ）郷の地頭・山家為頼（諏訪神党の神為頼）が雪村友梅を招いて創建した。永正年間（ 1501年 - 1521年）、折野氏（山家氏）が中興するも、再び衰退。江戸時代初期に曹洞宗の安室正盛禅師によって再興され、1851年（嘉永4年）焼失の後、1854年（安政1年）再建された。1872年（明治4年）に廃仏毀釈で一時廃寺となるが、1881年（同13年）に「徳聖寺」として復興するが、1935年（昭和10年）に再び徳運寺となった。

## 文化財
- 道祖神（陰陽石）

## 行事
- 1月15日 - 厄除け参り